# Balbisia verticillata
Balbisia verticillata är en tvåhjärtbladig växtart som beskrevs av Antonio José Cavanilles. Balbisia verticillata ingår i släktet Balbisia och familjen Vivianiaceae. Inga underarter finns listade i Catalogue of Life.